# Титирко, Василий Васильевич
Василий Васильевич Титирко (14 апреля 1914, Миллерово, Донецкая губерния Украинская ССР (ныне Куйбышевский район Ростовской области) — 2 декабря 1995) — советский механизатор, комбайнер совхоза «Суворовский» Иртышского района Павлодарской области, Казахстана, Герой Социалистического Труда (1957).

## Биография
Трудиться начал в Павлодарской области в конце 1920-х годов. В 1932—1941 годах работал шофёр, комбайнёр, трактористом Суворовского совхоза Иртышского района.
Участник Великой Отечественной войны.
После окончания войны трудился комбайнёром совхоза «Суворовский» Иртышского района Павлодарской области, Казахстана. В 1956 году отличился при уборке урожая. С 1440 га им был убран рекордный урожай.
Указом Президиума Верховного Совета СССР 11.01.1957 года ему присвоено звание Герой Социалистического Труда.
Отличник социалистического соревнования Министерства совхозов СССР (1958).
С 1961 года — механик совхозного гаража.
Неоднократно избирался депутатом сельсовета (1957, 1959, 1969). Участник Всесоюзной и Павлодарской областной сельскохозяйственных выставок (1954, 1957, 1958).
С 1974 года — на пенсии.

## Награды
- орден Ленина (11.01.1957),
- Золотая медаль «Серп и молот»
- медали СССР
- почётные грамоты (1954—1957, 1978),
- занесен в Книгу почёта совхоза «Суворовский» (1954, 1956).